# 石溪站 (紐約)
石溪站是長島鐵路杰斐遜港支線的一個歷史悠久的車站。它位於紐約州石溪市石溪大學的校園內，紐約州25A號公路東南側，與25A號公路與雪松街交叉口隔街相望。車站和大學停車場之間還有一個封閉的地面人行橫道，這是長島鐵路上僅有的幾個設有此類人行橫道的車站之一。火車站位於三鄉中央學區。
該站每個工作日為大約2,330名乘客提供服務。
1. ↑  http://smarttransit.cewit.stonybrook.edu/smarttransit/
2. ↑  Average weekday, 2006 LIRR Origin and Destination Study